# Otomys occidentalis
Otomys occidentalis là một loài động vật có vú trong họ Chuột, bộ Gặm nhấm. Loài này được Dieterlen & Van der Straeten miêu tả năm 1992.